# Who's Nailin' Paylin?
Who's Nailin' Paylin? američki je pornografski film objavljen 4. studenoga 2008.. Njime se satirizira bivša američka potpredsjednička kandidatkinja Sarah Palin. Film je režirao Jerome Tanner, a u njemu glume Lisa Ann, Nina Hartley i Jada Fire. U filmu su uz Saru Palin i Hillary Clinton, Condoleezza Rice, Todd Palin i Bill O'Reilly.
Hustler Video zaslužan je za produkciju filma. Snimljen je u dva dana i sadrži pet žestokih seksualnih scena.

## Vanjske poveznice
Službene stranice filma  Arhivirana inačica izvorne stranice od 10. ožujka 2010. (Wayback Machine)